# 逢川恵夢
逢川 恵夢（あいかわ めぐむ、8月28日 - ）は、競技麻雀のプロ雀士。日本プロ麻雀協会所属。Mリーグ・アースジェッツ所属。大阪府出身。永世女流雀王。自称「令和生まれの清純派」。

## 経歴・人物
ゲーム『セガネットワーク対戦麻雀MJ』シリーズをきっかけに麻雀に触れ始めた。21歳の時にたまたま求人を見つけた雀荘でアルバイトを始め、そこでリーチ以外の手役を覚える。2年後の2011年に日本プロ麻雀協会の第10期前期生として入会、プロ雀士となった。
2011年、自身にとって初の大会出場となった第10期新人王戦で、後にMリーガーとなる仲林圭(当時:中林啓)らを抑え見事優勝を果たす。
2014年の第8期夕刊フジ杯麻雀女王決定戦では個人戦で準決勝まで進出するものの、決勝卓に残ることはできなかった。2015年には第5回チャンピオンロード 雀王シリーズにて優勝し、グランドチャンピオン大会に進出し準優勝を飾った。翌年の2016年に出場した第10期夕刊フジ杯麻雀女王決定戦では、東日本リーグの個人戦でプレーオフまで残るが準決勝には進めなかった。チーム戦では愛内よしえ・豊後葵と組んだ「Club NPM」が予選東京1組首位、準決勝A卓首位で決勝まで進出するが、3位に終わる。翌年開催の第11期夕刊フジ杯では個人戦でプレーオフを勝ち上がるが、準決勝で敗退した。また、団体戦のThe All Star Leagueでは協会の矢島亨と最高位戦日本プロ麻雀協会所属の新井啓文とともに「チーム若作りと年齢詐称」として参加しているが決勝には勝ち進めていない。
2018年には所属団体の女流リーグで女流雀王決定戦に進出し、当時2連覇中の朝倉ゆかりを下して第17期女流雀王を勝ち取った。夕刊フジ杯争奪 麻雀女流リーグ2018では麻雀CABOチームとして浅見真紀・白田みおと共にチーム戦準決勝まで勝ち進むが、決勝には残れなかった。
その翌年、競技麻雀団体の現タイトルホルダーが集う四神降臨女流王座決定戦に出場し、優勝を果たした。一方、2019年4月末に四神降臨の女流王座として出場した同大会の王者決定戦では決勝で敗れている。翌月初旬には第6回女流モンドチャレンジマッチに出場するが、同卓した池沢麻奈美に敗れ女流モンド杯の出場権を得ることは叶わなかった。同じ2019年には麻雀最強戦の「サイバーエージェント杯 女流プロ代表決定戦」において優勝し、ファイナルに進出するが予選A卓4位で敗退となった。最高位戦日本プロ麻雀協会が主催する第20期女流名人戦でも決勝卓に進出するが、木崎ゆう（最高位戦所属）とは僅かな点差で2位に終わる。初出場となった女流リーグ戦「麻雀ウォッチ プリンセスリーグ 2019」では、他者を圧倒した点数で予選ブロックを通過するものの、準決勝B卓3位の成績で終わる。夕刊フジ杯争奪 麻雀女流リーグ2019では所属したチーム・さん岡山店（逢川のほか、石井あや・冨本智美が所属）が決勝戦に進むも敗れた。また、個人戦では逢川は予選プレーオフ止まりとなった。協会内では、逢川は関西大会である第9回 NPMウェスタン・カップでも優勝を果たし、女流雀王決定戦で連覇・タイトル防衛に成功した。2019年末に開催された第15回麻雀カボクイーンカップでは決勝卓に残るも、大崎初音に敗れている。
続く2020年には、現女流雀王として対局参加した四神降臨の女流王座決定戦で優勝し、2年連続で同タイトルを戴冠した。女流プロ麻雀日本シリーズ2020では昨年度は予選最下位に終わっていたが、決勝卓まで残った。7月下旬に開催された第7回女流モンドチャレンジマッチでは、同卓した高宮まりの逆転を許し敗退となった。協会内では第10回チャンピオンロード 女流雀王シリーズで決勝卓まで残り最終的には4位となる。また、新たに開始されたチーム戦・fuzzカップでは現女流雀王としてチームリーダーを務め、田内翼・宮崎和樹との3人で参戦し、チームとしては3位に終わった。この年から「プリンセスリーグ」が「Princess of the year」に改称され、昨年に続き逢川も出場したが二次予選を通過することはできなかった。2020年の麻雀最強戦では「タイトルホルダーvsMリーガー最強の女流決戦」（9月6日実施）にて女流雀王のタイトル保持者として出場機会を得るものの、2着勝ち抜けの予選A卓で敗北を喫した。
2025年1月12日に行われた第23期女流雀王決定戦最終日。11回戦目の東1局にて大三元を和了。その後はプロクイーン決定戦にて3度優勝しているりんのなおに迫られるシーンもあったが逃げ切って優勝。通算5期目の女流雀王として永世位を獲得した（日本プロ麻雀協会において男女通じて初）。
同年6月30日に行われたMリーグドラフト会議で新規参入のEARTH JETSからドラフト3位で指名を受ける。

## 獲得タイトル・主な実績
- 日本プロ麻雀協会 第10期 新人王[2]
- 第5回チャンピオンロード 雀王シリーズ 優勝[3]・グランドチャンピオン大会 準優勝[12]
- 女流雀王 5期（永世位。第17・18[1]・20・22・23期）
- 四神降臨女流王座決定戦 2019[4]・2020[5] 優勝
- 麻雀最強戦2019 サイバーエージェント杯 女流プロ代表決定戦 優勝[26]
- 第9回 NPMウェスタン・カップ 優勝[6]